# Song Wenzuo
Song Wenzuo (chino: 宋文作) también conocido como Song Will, es un actor y modelo chino.

## Carrera
En 2016 hizo su debut en televisión cuando se unió al elenco recurrente de la serie Border Town Prodigal donde dio vida a Ding Xuan Zhi.
En el 2017 se unió al elenco recurrente de la serie Pretty Li Hui Zhen donde interpretó a Lin Husheng, uno de los trabajadores en la revista de modas "Immortal" y compañero de trabajo de Li Huizhen (Dilraba Dilmurat).
En junio del 2017 modeló para la diseñadora de moda Agnès B. durante su presentación de Agnes B. Menswear Primavera/Verano 2018 como parte de la Semana de la Moda de París en Francia.
Ese mismo año se unió al elenco de la serie General and I donde interpretó a Gui Yan, uno de los generales de Bai Lan y el hijo del primer ministro Gui Changqing (Li Haohan).
El 4 de diciembre del 2019 se unirá al elenco principal de la serie The Mysterious World(también conocida como "Secret Twelve Palace") donde dará vida a Shen Yao, un joven que en su búsqueda por encontrar su verdadera identidad entra al "Secret Twelve Palace".

## Filmografía

### Series de televisión
| Año             | Título                  | Personaje    | Notas        |
| --------------- | ----------------------- | ------------ | ------------ |
| 2019 - presente | The Mysterious World    | Shen Yao     | -            |
| 2019            | I Will Never Let You Go | Bai Jianfei  | -            |
| 2017            | Song of Phoenix         | Zhao Jin     | -            |
| 2017            | General and I           | Gui Yan      | 12 episodios |
| 2017            | Pretty Li Hui Zhen      | Lin Husheng  | 22 episodios |
| 2016            | Border Town Prodigal    | Ding Xuanzhi | -            |